# Великоберезнянська селищна територіальна громада
Великоберезнянська селищна громада — територіальна громада в Україні, у Великоберезнянському районі Закарпатської області. Адміністративний центр — смт Великий Березний.
Утворена 8 вересня 2019 року шляхом об'єднання Великоберезнянської селищної ради та Розтоцько-Пастільської сільської ради Великоберезнянського району.

## Населені пункти
У складі громади 1 смт (Великий Березний) і 7 сіл: Бегендяцька Пастіль, Костева Пастіль, Розтоцька Пастіль, Руський Мочар, Стричава, Княгиня та Забрідь.